# 京黄芩
京黄芩（学名：Scutellaria pekinensis），为唇形科黄芩属下的一个种。

## 扩展阅读
維基物種上的相關：京黄芩